# Европейски път E09
Европейски път E09 е европейски автомобилен маршрут от Орлеан, Франция до Барселона, Испания, с дължина 967 km. Основно трасето преминава по път А20/N20 във Франция. В Испания маршрут Е09 следва магистралите N-260 и C-16.

## Галерия
- Мост през Лоара близо до Орлеан
- Е09 край Лимож